# Komyshivka Persha
Komyshivka Persha  (ucraniano: Комишівка Перша) es una localidad del Raión de Bilhorod-Dnistrovskyi en el Óblast de Odesa de Ucrania. Según el censo de 2001, tiene una población de 89 habitantes.